# Benetton Group
Benetton Group este o companie de retail de îmbrăcăminte din Italia.
Compania deține șase branduri - United Colors of Benetton (articole de vestimentație pentru bărbați și femei), Sisley (accesorii și lenjerie pentru bărbați și femei), 012 (îmbrăcăminte pentru gravide și copii), Underwear Benetton (lenjerie) și Playlife (echipament sportiv).
Este deținută de familia Benetton care deține și controlul asupra Autostrade, cel mai mare operator european pentru autostrăzile cu taxă.

## Benetton Group în România
Compania este prezentă și în România, din anul 1999, prin intermediul grupului Alltrom.
Din anul 2005, Benetton este reprezentată în România de compania Color Trend, deținută de firma ChemCo, agentul brandului italian Benetton pentru România, Ungaria și Bulgaria.
În anul 2009, Color Trend deținea 13 magazine Benetton
dar acestea au fost închise în anul 2010, Benetton păstrând doar patru magazine în franciză.
Benetton deține în România companiile Benrom și 60% din acțiunile Anton Industries din Arad, cu afaceri de 35,2 milioane de lei (8,3 milioane de euro) în 2010.

### Benrom
Benrom este filiala română a grupului care se ocupă de producția de confecții.
Benrom are două filiale în Miercurea Sibiului și Iași, care asigură suportul logistic, inclusiv importul de materiale textile.
compania deține în Iași o fabrică unde se realizează produse textile semifabricate (croirea materialelor, imprimarea de modele), iar pentru realizarea produsului finit, compania are subcontractori fabrici de textile din România.
Îmbrăcămintea produsă de către Benrom merge în totalitate la export către piața italiană.
În anul 2012, Benrom era cea mai mare companie din industria textilă din România.
Număr de angajați:
- 2006: 59 [7]
- 2007: 80 [7]
- 2008: 119 [7]
- 2009: 153 [7]
- 2012: 179 [9]
- 2013: 100 [9]

Cifra de afaceri:
- 2006: 1,8 milioane euro [7]
- 2007: 40 milioane euro [7]
- 2008: 128 milioane euro [7]
- 2009: 140 milioane euro [7]
- 2011: 150 milioane euro [5]